# セドリック・ピオリーン
セドリック・アドリアン・ピオリーン（Cédric Adrien Pioline, 1969年6月15日 - ）は、フランス・ヌイイ＝シュル＝セーヌ出身の男子プロテニス選手。1993年全米オープンと1997年ウィンブルドン選手権準優勝がある。シングルス自己最高ランキングは5位。ATPツアーでシングルス5勝、ダブルス1勝を挙げた。身長187cm、体重79kg、右利き。フランス語の読みにより近い「ピオリーヌ」という表記も多く見られる。プレースタイルはオールラウンダー。

## 選手経歴
ピオリーンは16歳という非常に遅い年齢からテニスを始めたが、極めて高い運動能力の持ち主だった。1989年に20歳でプロ入りし、1991年に世界ランキングトップ50位以内に入る。1993年ウィンブルドン選手権で初のベスト8に入り、同年の全米オープンで第15シードから決勝進出を果たす。この大会で、ピオリーンは4回戦で第1シードのジム・クーリエを7-5, 6-7, 6-4, 6-4で破る波乱を演じたが、決勝でピート・サンプラスに4-6, 4-6, 3-6のストレートで完敗した。この年は男子ツアーで5度の準優勝があり、初めて世界ランキングトップ10入りを果たしている。1995年ウィンブルドン選手権で2年ぶり2度目のベスト8に入ったが、準々決勝でボリス・ベッカーに3-6, 1-6, 7-6, 7-6, 7-9で惜敗した。2セット先取されてから、第3・第4セットのタイブレークを連取して最終第5セットに持ち込んだが、フランス人挑戦者の執念は実らなかった。
1996年3月、ピオリーンはようやくコペンハーゲン・オープンで待望のツアー初優勝を実現させた。1997年ウィンブルドン選手権で4年ぶり2度目の4大大会決勝進出を果たした。ピオリーンは準決勝で1991年の優勝者ミヒャエル・シュティヒを6-7, 6-2, 6-1, 5-7, 6-4のフルセットで破っている。シュティヒはこの大会を最後に現役を引退した。しかし決勝ではまたもやピート・サンプラスに4-6, 2-6, 4-6のストレートで敗れ、4大大会で2度目の準優勝に終わった。1998年は地元の全仏オープンで初のベスト4に進出したが、準決勝でアレックス・コレチャに3-6, 4-6, 2-6で敗れた。ウィンブルドン選手権では1999年にもベスト8に進出し、1993年・1995年・1997年(準優勝)・1999年と2年おきに準々決勝旬出を果たしている。2000年にツアーで年間2勝を挙げた。
ピオリーンの現役生活を通じて、サンプラスには極端に苦手意識が強く、9度の対戦で1度も勝てなかった。2002年のシーズンを最後に現役を引退し、35歳以上の現役引退選手を対象とするATPチャンピオンズツアーに参戦した。

## ATPツアー決勝進出結果

### シングルス: 17回 (5勝12敗)
| 大会グレード                                  |
| グランドスラム (0-2)                          |
| テニス・マスターズ・カップ (0-0)              |
| ATPマスターズシリーズ (1-2)                   |
| ATPインターナショナルシリーズ・ゴールド (1-1) |
| ATPインターナショナルシリーズ (3–7)           |

| サーフェス別タイトル |
| ハード (1–4)         |
| クレー (2-2)         |
| 芝 (1-1)             |
| カーペット (1-5)     |

| 結果   | No. | 決勝日         | 大会             | サーフェス        | 対戦相手                   | スコア                  |
| ------ | --- | -------------- | ---------------- | ----------------- | -------------------------- | ----------------------- |
| 準優勝 | 1.  | 1992年10月26日 | リヨン           | カーペット (室内) | ピート・サンプラス         | 4–6, 2–6                |
| 準優勝 | 2.  | 1993年4月26日  | モンテカルロ     | クレー            | セルジ・ブルゲラ           | 6–7(2-7), 0–6           |
| 準優勝 | 3.  | 1993年9月13日  | 全米オープン     | ハード            | ピート・サンプラス         | 4–6, 4–6, 3–6           |
| 準優勝 | 4.  | 1993年10月11日 | トゥールーズ     | ハード (室内)     | アルノー・ブッチ           | 6–7(5-7), 6–3, 3–6      |
| 準優勝 | 5.  | 1993年10月18日 | ボルツァノ       | カーペット (室内) | ジョナサン・スターク       | 3–6, 2–6                |
| 準優勝 | 6.  | 1993年10月25日 | リヨン           | カーペット (室内) | ピート・サンプラス         | 6–7(5-7), 6–1, 5–7      |
| 準優勝 | 7.  | 1994年8月29日  | ロングアイランド | ハード            | エフゲニー・カフェルニコフ | 7–5, 1–6, 2–6           |
| 準優勝 | 8.  | 1996年2月5日   | ザグレブ         | カーペット (室内) | ゴラン・イワニセビッチ     | 6–3, 3–6, 2–6           |
| 準優勝 | 9.  | 1996年2月19日  | マルセイユ       | ハード (室内)     | ギー・フォルジェ           | 5–7, 4–6                |
| 優勝   | 1.  | 1996年3月11日  | コペンハーゲン   | カーペット (室内) | ケネス・カールセン         | 6–2, 7–6(9-7)           |
| 優勝   | 2.  | 1997年4月28日  | プラハ           | クレー            | ボフダン・ウリラッハ       | 6–2, 5–7, 7–6(7-4)      |
| 準優勝 | 10. | 1997年7月7日   | ウィンブルドン   | 芝                | ピート・サンプラス         | 4–6, 2–6, 4–6           |
| 準優勝 | 11. | 1998年3月2日   | ロンドン         | カーペット (室内) | エフゲニー・カフェルニコフ | 5–7, 4–6                |
| 準優勝 | 12. | 1998年4月27日  | モンテカルロ     | クレー            | カルロス・モヤ             | 3–6, 0–6, 5–7           |
| 優勝   | 3.  | 1999年6月14日  | ノッティンガム   | 芝                | ケビン・ウリエット         | 6–3, 7–5                |
| 優勝   | 4.  | 2000年2月14日  | ロッテルダム     | ハード (室内)     | ティム・ヘンマン           | 6–7(3-7), 6–4, 7–6(7-4) |
| 優勝   | 5.  | 2000年4月17日  | モンテカルロ     | クレー            | ドミニク・フルバティ       | 6–4, 7–6(7-3), 7–6(8-6) |

### ダブルス: 2回 (1勝1敗)
| 結果   | No. | 決勝日        | 大会         | サーフェス        | パートナー           | 対戦相手                                        | スコア        |
| ------ | --- | ------------- | ------------ | ----------------- | -------------------- | ----------------------------------------------- | ------------- |
| 優勝   | 1.  | 1993年7月12日 | グシュタード | クレー            | マルク・ロセ         | ヘンドリク・ヤン・ダーヴィッツ ピート・ノーバル | 6–3, 3–6, 7–6 |
| 準優勝 | 1.  | 2002年11月3日 | パリ         | カーペット (室内) | グスタボ・クエルテン | ニコラ・エスクデ ファブリス・サントロ           | 3–6, 6–7(1-7) |

## 4大大会シングルス成績
略語の説明
| W | F | SF | QF | #R | RR | Q# | LQ | A | Z# | PO | G | S | B | NMS | P | NH |

W=優勝, F=準優勝, SF=ベスト4, QF=ベスト8, #R=#回戦敗退, RR=ラウンドロビン敗退, Q#=予選#回戦敗退, LQ=予選敗退, A=大会不参加, Z#=デビスカップ/BJKカップ地域ゾーン, PO=デビスカップ/BJKカッププレーオフ, G=オリンピック金メダル, S=オリンピック銀メダル, B=オリンピック銅メダル, NMS=マスターズシリーズから降格, P=開催延期, NH=開催なし.
| 大会           | 1989 | 1990 | 1991 | 1992 | 1993 | 1994 | 1995 | 1996 | 1997 | 1998 | 1999 | 2000 | 2001 | 2002 | 通算成績 |
| -------------- | ---- | ---- | ---- | ---- | ---- | ---- | ---- | ---- | ---- | ---- | ---- | ---- | ---- | ---- | -------- |
| 全豪オープン   | A    | 1R   | 1R   | 2R   | 2R   | 1R   | 1R   | A    | A    | 4R   | 1R   | 1R   | 3R   | A    | 7–10     |
| 全仏オープン   | 1R   | 1R   | 2R   | 4R   | 2R   | 2R   | 2R   | QF   | 3R   | SF   | 1R   | 4R   | 2R   | 1R   | 22–14    |
| ウィンブルドン | A    | A    | 2R   | 2R   | QF   | 1R   | QF   | 4R   | F    | 1R   | QF   | 2R   | 2R   | 1R   | 24–12    |
| 全米オープン   | A    | A    | 1R   | 3R   | F    | 3R   | 2R   | 3R   | 4R   | 1R   | SF   | 3R   | 1R   | LQ   | 23–11    |

※: 1997年ウィンブルドン2回戦の不戦勝は通算成績に含まない